# 傻傻愛你，傻傻愛我
《傻傻愛你，傻傻愛我》（A Fool in Love, Love Like a Fool），是一部於2019年上映的溫暖喜劇電影。由郭書瑤 、藍正龍、恬妞、張庭瑚、樊光耀、蔡佳宏領銜主演。台灣於2019年11月1日上映。電影《傻傻愛你，傻傻愛我》是藍正龍籌備多時所推出的個人首部執導作品，他更特別請到好友，同時也是金鐘獎最佳編劇徐譽庭打造劇本。

## 劇情簡介
喜憨青年康襄維（蔡佳宏 飾），綽號小維，今年27歲。媽媽（恬妞 飾）對他呵護備至並悉心教育。他最愛看作家可夫（藍正龍 飾）所寫的繪本〈森林王子與美人魚〉，他不但想見最崇拜的可夫一面，更期待自己有如森林王子般，可以遇到一條真心以待的美人魚！ 
有一天，小維意外走到了他最愛的海邊，看見援交少女—小爛（郭書瑤 飾）從海裡游到了岸邊，驚呆的小維立刻視小爛為繪本中美人魚的化身，並認為身為森林王子的自己當然要好好保護她 。這次意外的邂逅，讓小維感受到愛人的喜悅，小爛也從小維的身上感受到久違的溫暖...

## 演員陣容
| 演員   | 角色           | 介紹 |
| 郭書瑤 | 小爛           | 為了家庭而不得不下海的援交妹，被家人視為提款機，讓她對人生早就失去了希望，一心覺得一到25歲就可以不再活下去。直到那天在海邊巧遇了把她視為美人魚的襄維，感受到他無微不的至的呵護與關懷，讓她深受感動也對人生重燃起希望。                                                                                                   |
| 藍正龍 | 劉自雄（可夫） | 曾經創作出備受肯定的繪本《森林王子與美人魚》，但遇到創作瓶頸後便開始過著軟爛創作人的生活，偶爾靠著繪畫才華把妹。直到一位死忠粉絲康襄維找到他，康襄維瘋狂力挺他的才能，視《森林王子與美人魚》為全世界最屌的書，讓他再度對自己的創作恢復信心，也讓他決定要幫自己的鐵粉一個大忙。                                           |
| 蔡佳宏 | 康襄維（小維） | 康襄維是個樂觀開朗的少年，他最愛作家可夫的繪本《森林王子與美人魚》，他也是唐氏症患者，而在母親悉心教育照顧下，他可以獨自去喜憨照護工場上班，自行運作每一天。直到一次意外，他在海邊見到從海裡游上岸的小爛，他視她為美人魚的化身，讓自視是森林王子的他，想要好好呵護這隻美人魚，也為他如常的平靜生活帶來了翻天覆地的改變。 |
| 恬妞   | 康母           | 喜憨兒界的模範媽媽，把襄維照顧的無微不至，也悉心教育，讓襄維可以運作每一天，也為成她最大的安慰，但她卻忽略了小兒子及老公等其他家人，直到襄維超出她的掌握，希望和小爛談戀愛，也讓她建構的世界突然崩毀。 |
| 張庭瑚 | 康襄碩         | 康襄維的弟弟，個性活開朗也很貼心，與哥哥感情深厚，一直在美國唸書，但他內心一直覺得受到母親冷落，並不想讓未婚妻的家人知道他有一個喜憨兒的哥哥，這複雜的情緒讓他變得不太快樂。 |
| 樊光耀 | 康父           | 康襄維（小維）的爸爸。 |
| 安心亞 | 小蕾           | 可夫的初戀女友。 |

## 電影歌曲
| 曲別   | 歌名               | 演唱者         | 作詞   | 作曲   |
| 主題曲 | 《不該擁有的事情》 | 蔡旻佑、張牧喬 | 葛大為 | 張學瀚 |

## 工作人員
- 製作：講故事有限公司、華映娛樂股份有限公司、中藝國際影視股份有限公司 、星泰國際娛樂股份有限公司、滿滿額娛樂有限公司、艾迪昇傳播事業有限公司、天際娛樂股份有限公司、樂到家國際娛樂股份有限公司、劇龍製作有限公司
- 出品：梁宏志、曾瀚賢、翁明顯、廖偉銘、林建涵 、林志遠、陳其遠、劉創道、藍正龍
- 發行：華映娛樂股份有限公司
- 監製：梁宏志、曾瀚賢
- 製片：渠愛倫
- 導演：藍正龍
- 編劇：徐譽庭
- 協力編劇：吳俊佑、李婉榕

## 外部連結
- 傻傻愛你，傻傻愛我的Facebook專頁
- 華映娛樂的Facebook專頁
- 互联网电影数据库（IMDb）上《傻傻愛你，傻傻愛我》的资料（英文）
- 開眼電影網上《傻傻愛你，傻傻愛我》的資料（繁體中文）
- Yahoo奇摩電影上《傻傻愛你，傻傻愛我》的資料（繁體中文）
- 豆瓣电影上《傻傻愛你，傻傻愛我》的資料 （简体中文）
- 时光网上《傻傻愛你，傻傻愛我》的資料（简体中文）